# Alfred-Louis Frangeul
Alfred Louis Frangeul, né le 29 juillet 1833 à Saint-Malo, en Ille-et-Vilaine, et décédé le 4 juillet 1905 dans la même ville, est un architecte français.

## Biographie
Alfred-Louis Frangeul, né le 29 juillet 1833 à Saint-Malo, en Ille-et-Vilaine, est le premier fils de Jean Gabriel Frangeul, commis de négociant, et de Sophie Marie Jeanne Dugué, son épouse, tous deux âgés de 32 ans, deuxième enfant d'une fratrie qui en compta huit. À cette époque, son père entreprend alors ses premiers travaux de construction d'édifices religieux dans la région malouin, ouvrages qui le conduiront du style néo-classique au néogothique archéologique.
Formé dans l'atelier de son père avec qu'il collaborera jusqu'au décès de celui-ci intervenu en 1879, il poursuivra une carrière dans l'arrondissement malouin, presque exclusivement dédiée à l'architecte religieuse, familier des styles néogothique et néoroman archéologiques.
Marié le 29 avril 1863 avec Louise-Adolphine Griellen, issue d'une famille marins négociants, père de dix enfants, il décède le 4 juillet 1905, en sa demeure, rue Porte Saint-Pierre à Saint-Malo.

## Œuvres de Frangeul père et fils

### Églises
- Surélévation de la nef et tour-clocher de l'église Saint-Samson de La Fontenelle, 1870[3].
- Façade principale et tour-clocher de l'église Notre-Dame à La Gouesnière, 1868[4].
- Tour-clocher de l'église Notre-Dame à Hirel, 1870[5].
- Restauration de l'église Saint-Pierre du Mont-Dol, 1863[6].
- Église Saint-Pierre-et-Saint-Paul de Ploubalay[7],
- Église Saint-Briac de Saint-Briac-sur-Mer, hormis la tour-clocher, 1867-1868[8].
- Église Saint-Jean-Baptiste de Saint-Jouan-des-Guérets[9].
- Tour-clocher de l'église Saint-Louis de Vildé-la-Marine à Hirel, 1865[10].

### Galerie

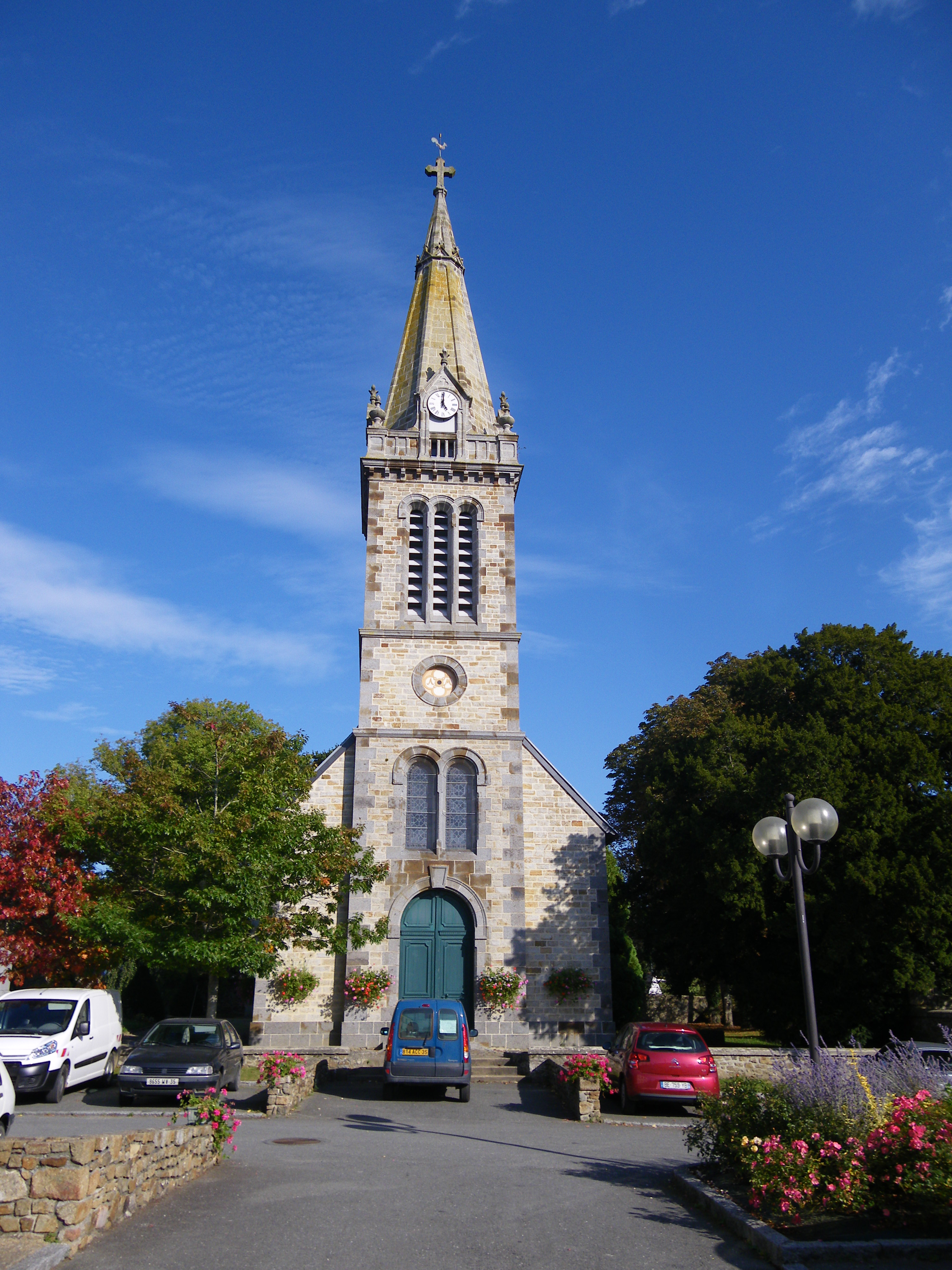
Église de La Gouesnière.
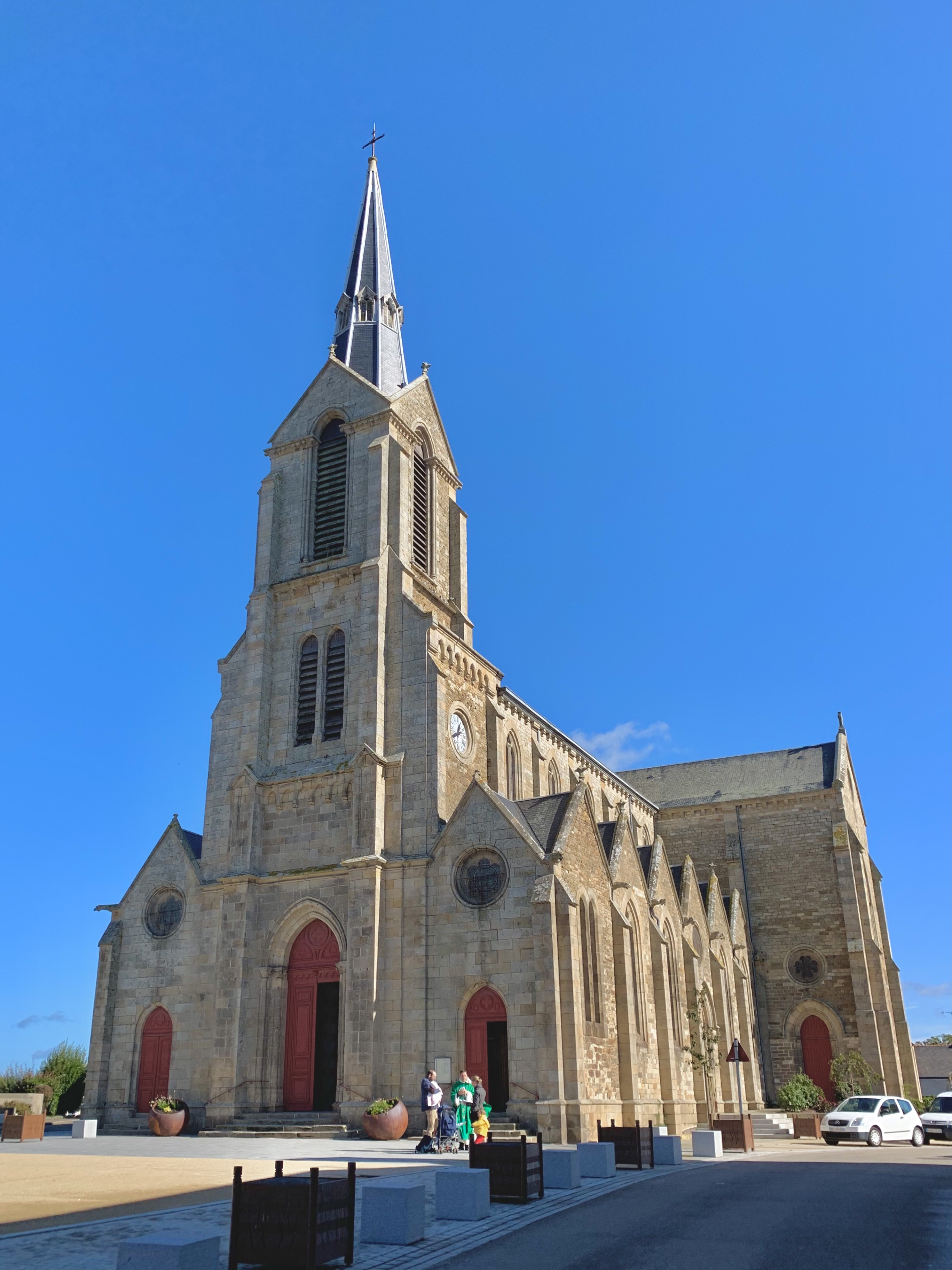
Église de Ploubalay.
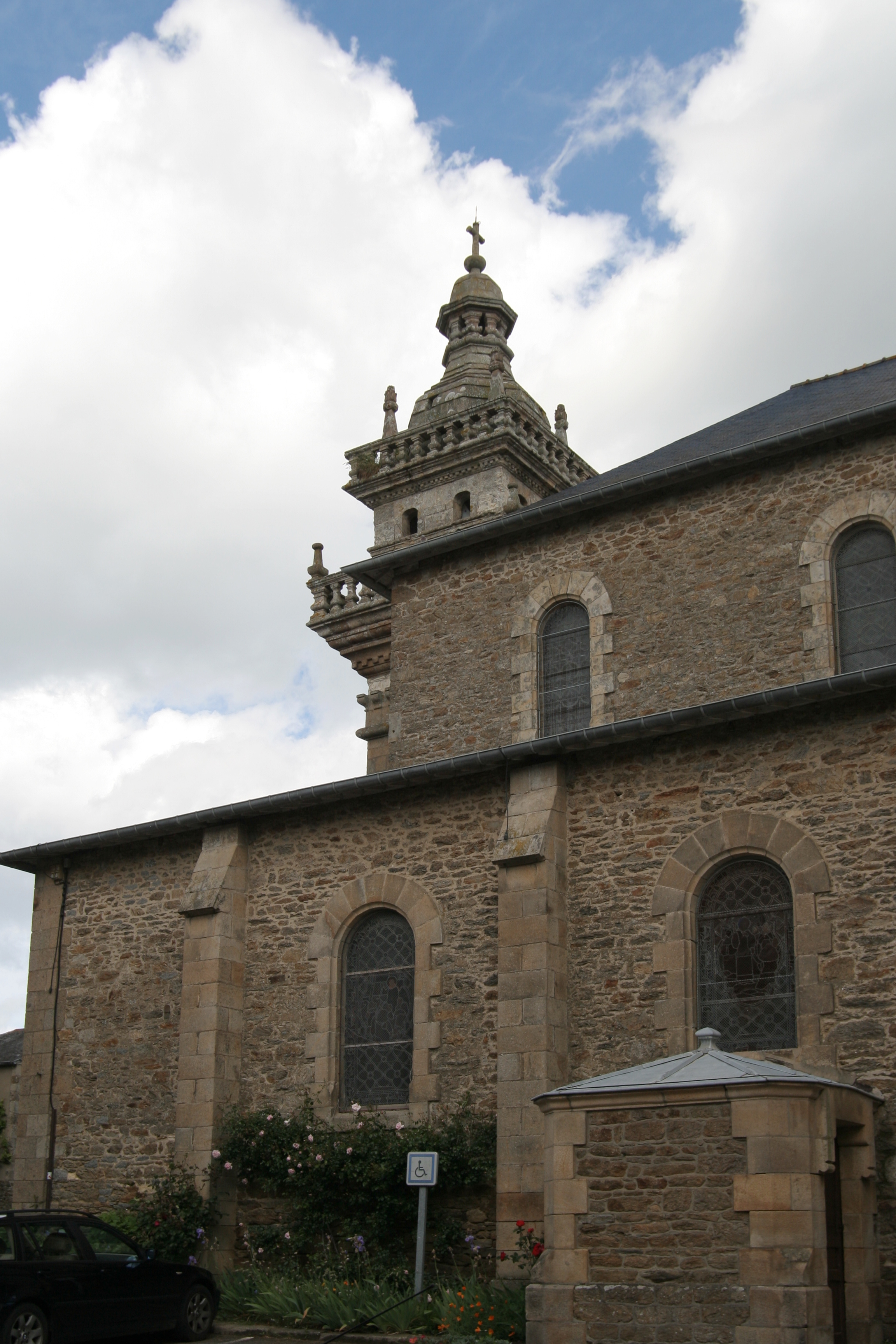
Église de Saint-Briac-sur-Mer.

### Autres édifices
- Mairie-école du Minihic-sur-Rance[11].
- Presbytère de Saint-Pierre-de-Plesguen, 1865[12].
- Mairie-école de Saint-Suliac[13].

## Œuvres personnelles

### Églises
- Église Saint-Martin et Saint-Samson de Bonnemain, à l'exclusion du clocher-porche, 1883-1887[14].
- Église Saint-Pierre de La Boussac, 1891[15].
- Voûtes et sacristie de l'église Notre-Dame-de-Toutes-Joies de Broualan, 1901[16].
- Église Saint-Méen de Cancale, à l'exclusion de la tour-clocher, 1875-1886[17].
- Nef et tour-clocher de l'église Saint-Martin-de-Tours à Chasné-sur-Illet, 1876-1883[18].
- Église Saint-Malo de Paramé[19].
- Église Saint-Sauveur à Plancoët, 1883-1887[20].
- Tour-clocher de l'église Saint-Pierre de Roz-Landrieux, 1879[21].
- Clocher-porche de l'église Saint-Pierre de Sains, 1881[22].
- Église Saint-Brandan à Saint-Broladre, 1878-1885[23].
- Façade principale de l'église Saint-Hélen de Saint-Hélen, 1876[24].
- Façade principale et nefs de l'église Notre-Dame-Auxiliatrice de Rocabey à Saint-Malo, 1872[25].
- Façade principale et tour-clocher de l'église Notre-Dame-du-Guildo à Saint-Cast-le-Guildo, 1877-1879[26].
- Flèche du clocher de l'église Saint-Méloir à Saint-Méloir-des-Ondes, 1883[27].
- Voûtes de l'église de Saint-Suliac, 1902[28].
- Église Notre-Dame à Vimoutiers, 1888-1896[29].

### Galerie

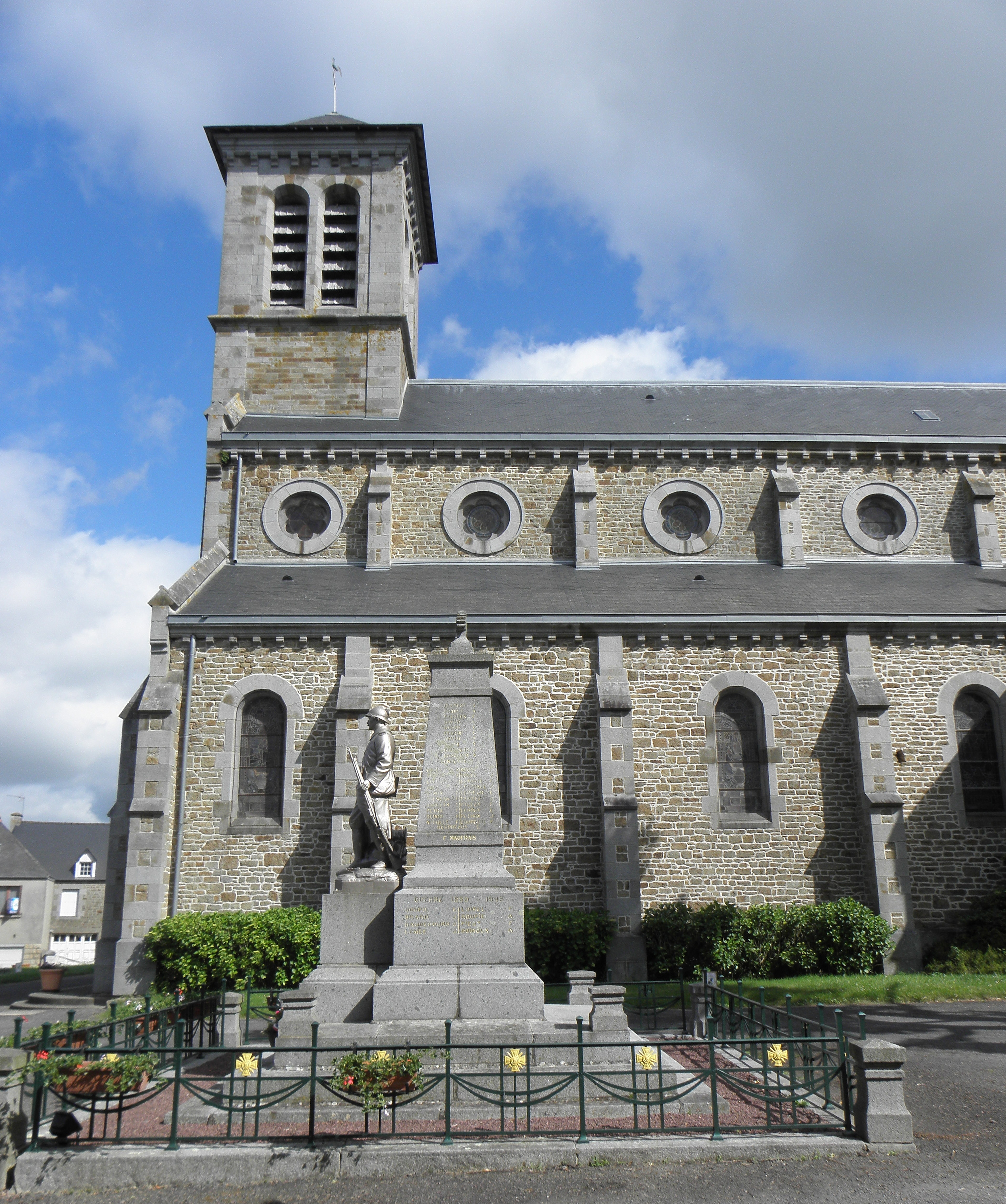
Église de La Boussac.
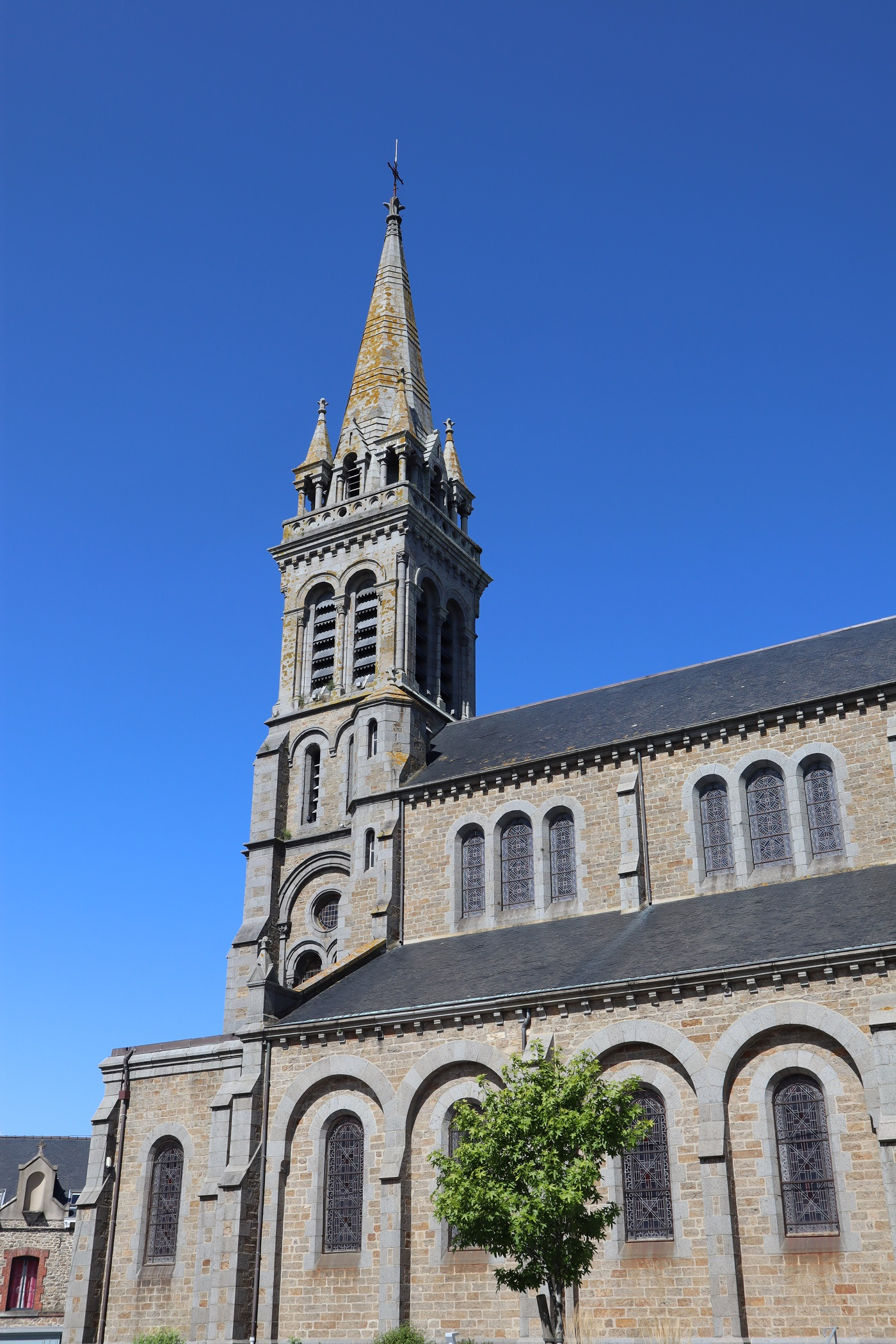
Église de Paramé.
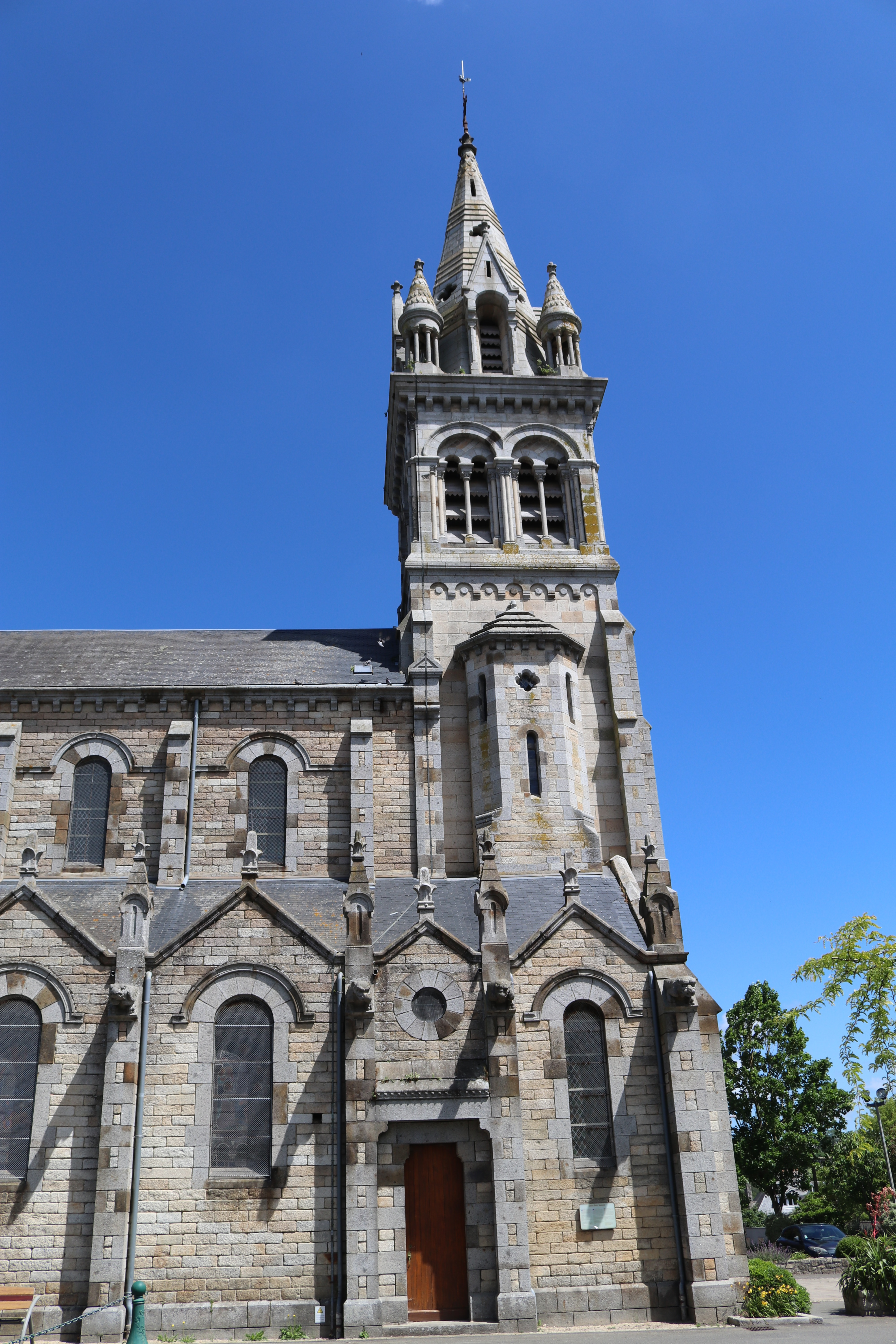
Église de Plancoët.
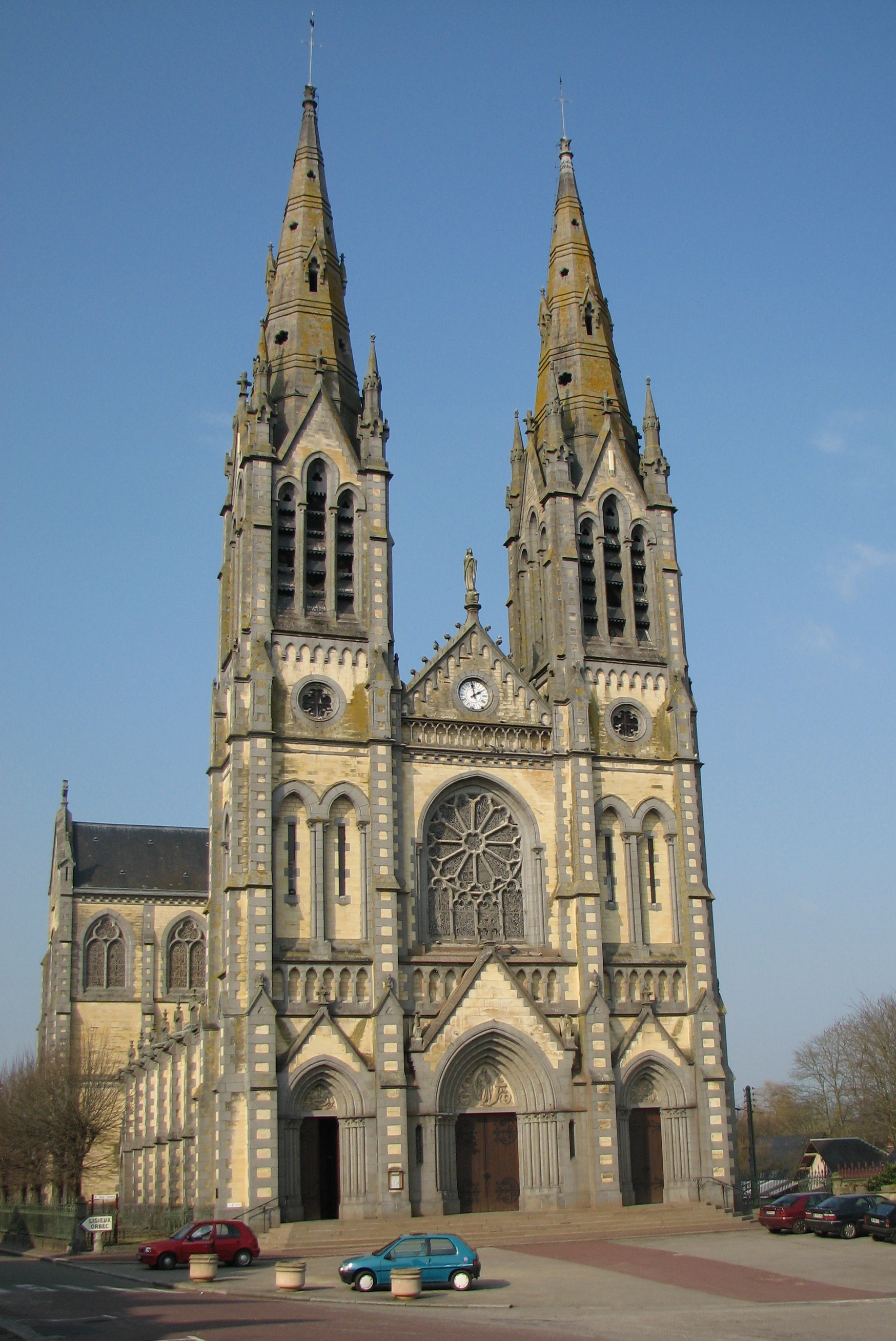
Église de Vimoutiers.

### Chapelles
- Chapelle de la communauté Notre-Dame-des-Chênes à Paramé[30].

### Calvaires
- Calvaire monumental de Roz-Landrieux[31].

### Édifices civils
- École de filles à La Baussaine[32].
- École de garçons à La Baussaine[33].
- Maison dite château de Barbe-Brûlée à Cancale[34].
- École de garçons à Combourg[35].
- École de Saint-Pierre-de-Plesguen[36].